# 岐阜県道271号揖斐峡公園線
岐阜県道271号揖斐峡公園線（ぎふけんどう271ごう いびきょうこうえんせん）とは、岐阜県揖斐郡揖斐川町内を通る一般県道である。

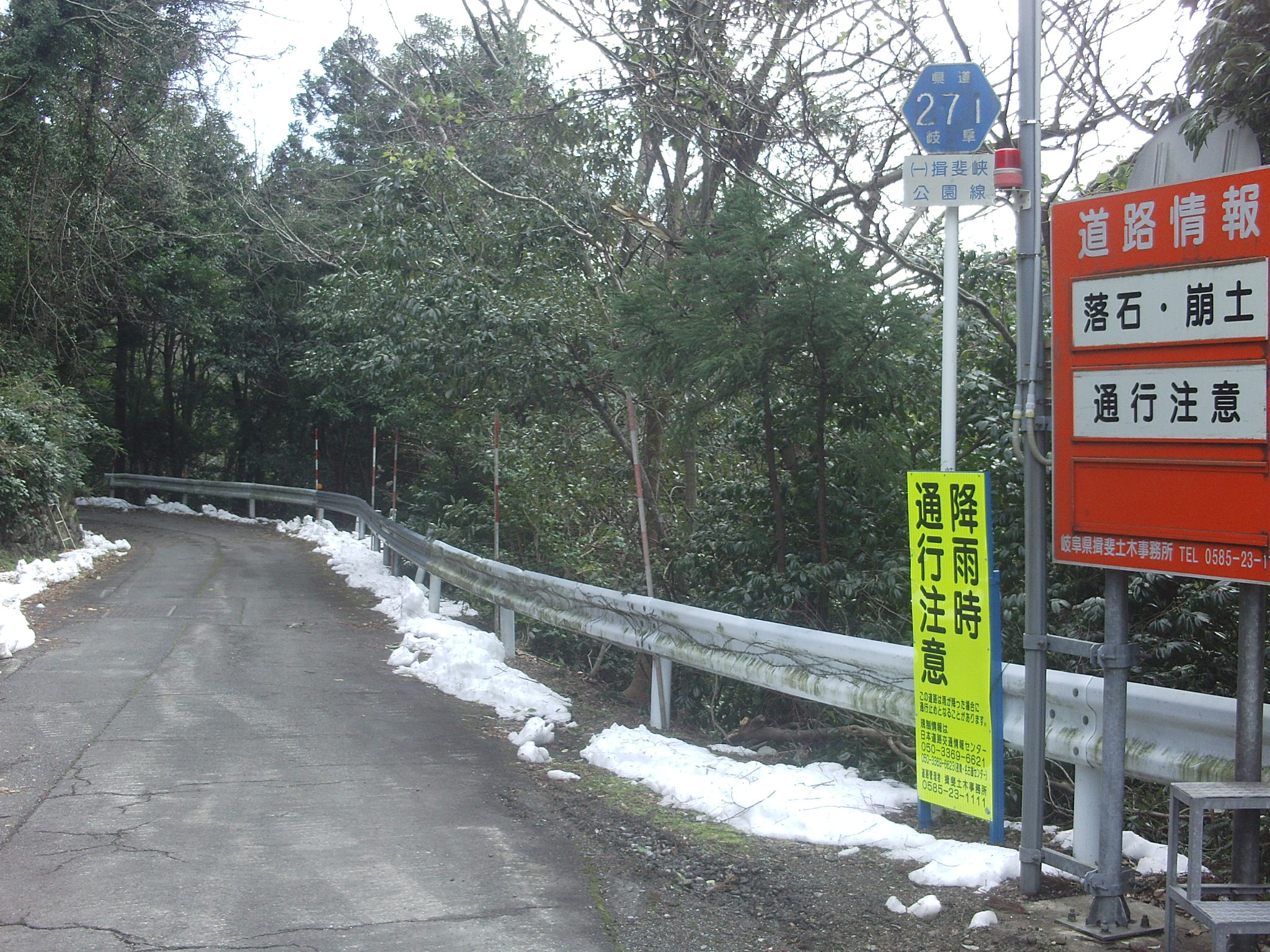
揖斐峡左岸の県道起点。1.5車線の狭い道路。

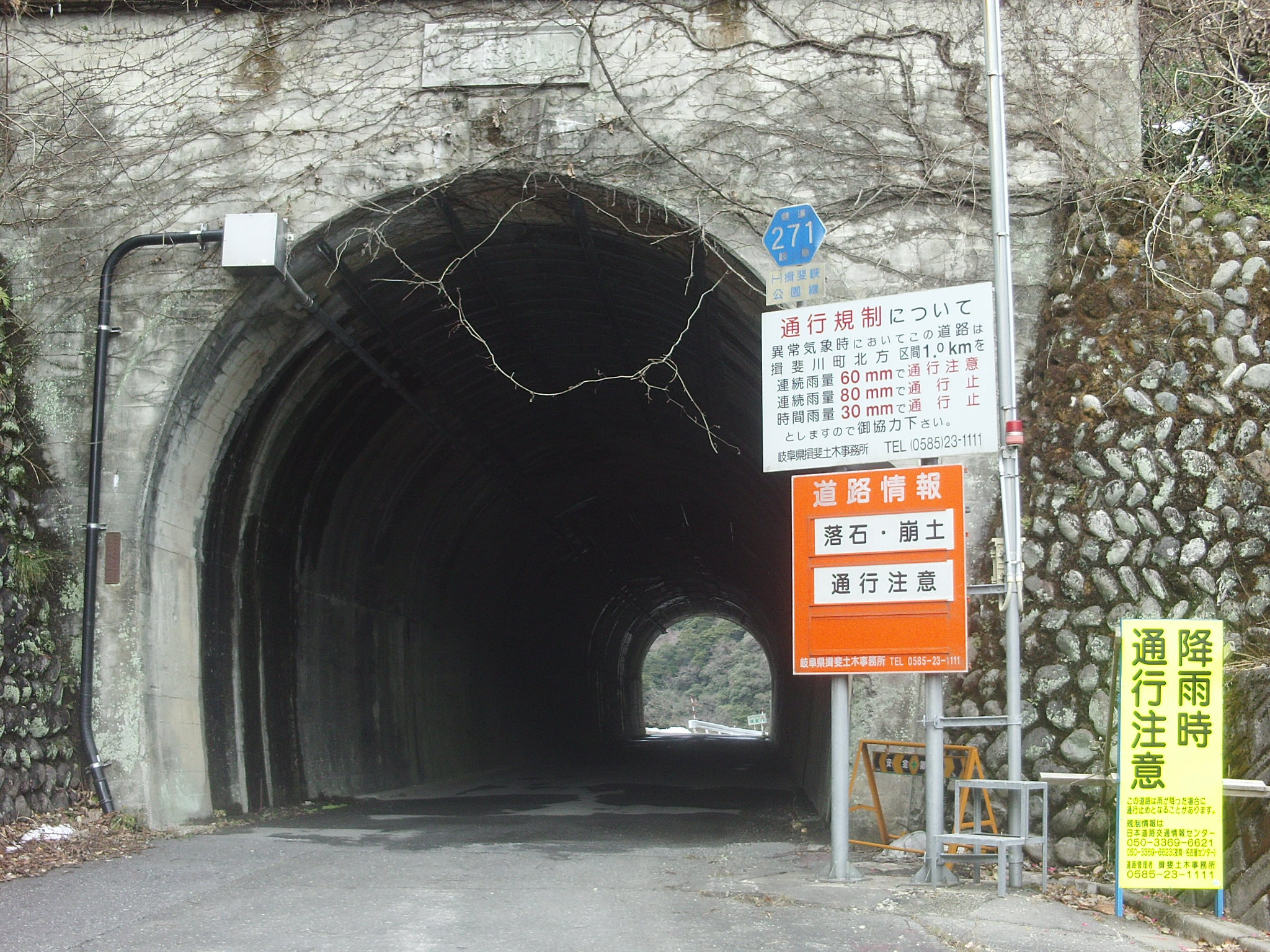
終点側から。北山トンネル。

## 概要
名勝揖斐峡と国道303号を結ぶ路線である。揖斐峡は、西平ダムの建設で揖斐川にできた人造湖にあり、渓谷が美しく、揖斐関ヶ原養老国定公園に指定されている。
路線は新北山トンネル開通前の旧国道303号の一部である。岐阜県揖斐郡揖斐川町北方の揖斐峡が起点。詳細には、新北山トンネル入口（旧久瀬村側）で分かれて川沿いを進む旧道を1kmほど進んだ地点が起点となっている。「北山トンネル」を過ぎるとすぐ、新北山トンネル入口（揖斐川町中心部側）付近で国道303号に接続して終点となる。1kmほどの短い路線である。

### 路線データ
- 起点：岐阜県揖斐郡揖斐川町北方 揖斐峡
- 終点：岐阜県揖斐郡揖斐川町北方（国道303号交点）
- 総延長：1.048km

## 地理
付近に揖斐川が流れる。

### 通過する自治体
- 岐阜県
  - 揖斐郡
    - 揖斐川町

### 主な接続道路
- 国道303号（揖斐郡揖斐川町北方）

### 周辺
- 揖斐峡
- 西平ダム